# 대한민국 형사소송법 제383조
대한민국 형사소송법 제415조는 재항고에 대한 형사소송법의 조문이다.

## 조문
제383조(상고이유) 다음 사유가 있을 경우에는 원심판결에 대한 상고이유로 할 수 있다. <개정 1961.9.1, 1963.12.13>
 1. 판결에 영향을 미친 헌법·법률·명령 또는 규칙의 위반이 있을 때 2. 판결후 형의 폐지나 변경 또는 사면이 있는 때 3. 재심청구의 사유가 있는 때 4. 사형, 무기 또는 10년 이상의 징역이나 금고가 선고된 사건에 있어서 중대한 사실의 오인이 있어 판결에 영향을 미친 때 또는 형의 양정이 심히 부당하다고 인정할 현저한 사유가 있는 때

## 사례
법관이 제척사유에 해당하는데도 불구하고 재판에 관여하는 경우, 당사자는 기피신청에 의하여 B를 배제시켜야 하며 B가 계속해서 심판에 관여하는 경우 상고이유가 된다

## 참고 문헌
- 손동권 신이철, 새로운 형사소송법(초판, 2013), 세창, 2013. ISBN 9788984114081